# Hjåggsjön
Hjåggsjön är en sjö i Vännäs kommun i Västerbotten och ingår i Umeälvens huvudavrinningsområde. Sjön är 21 meter djup, har en yta på 1,08 kvadratkilometer och är belägen 139 meter över havet. Sjön avvattnas av vattendraget Trinnan. Vid provfiske har bland annat abborre, gers, gädda och lake fångats i sjön.

## Delavrinningsområde
Hjåggsjön ingår i det delavrinningsområde (708700-169299) som SMHI kallar för Utloppet av Hjåggsjön. Medelhöjden är 178 meter över havet och ytan är 8,13 kvadratkilometer. Räknas de 3 avrinningsområdena uppströms in blir den ackumulerade arean 17,59 kvadratkilometer. Trinnan som avvattnar avrinningsområdet har biflödesordning 2, vilket innebär att vattnet flödar genom totalt 2 vattendrag innan det når havet efter 52 kilometer. Avrinningsområdet består mestadels av skog (75 procent). Avrinningsområdet har 1,08 kvadratkilometer vattenytor vilket ger det en sjöprocent på 13,3 procent.

## Fisk
Vid provfiske har följande fisk fångats i sjön:
- Abborre
- Gärs
- Gädda
- Lake
- Mört
- Siklöja